# Jorge Graví
Jorge Daniel Graví Piñeiro, noto semplicemente come Jorge Graví (Treinta y Tres, 16 gennaio 1994), è un calciatore uruguaiano, centrocampista del Villa Española.

## Caratteristiche tecniche
È un esterno destro.

## Carriera
Cresciuto nel settore giovanile del Danubio, ha esordito in prima squadra il 15 febbraio 2015 disputando l'incontro di Primera División Profesional perso 1-0 contro il Racing Montevideo.